# Evald
 (mai 2021).
Evald est un prénom masculin de l'Europe du Nord, dont en Norvège, Danemark, Estonie et Suède. Le prénom est apparenté au prénom allemand Ewald et peut désigner:

## Prénom
- Evald Äärma (en) (1911-2005), athlète estonien en saut à la perche
- Evald Aav (1900-1939), compositeur estonien
- Ernst Evald Bergroth (1857-1925), médecin et entomologiste finlandais
- Evald Flisar (en) (né en 1945), écrivain et poète slovène
- Evald Hansen (1840-1920), graveur et xylographe dano-suédois
- Evald Hermaküla (en) (1941-2000), acteur et réalisateur estonien
- Evald Vassilievitch Ilyenkov (1924-1979), marxiste et philosophe soviétique
- Evald Mahl (1915-2001), joueur estonien de basket-ball
- Evald Mikson (en) (1911-1993), gardien estonien de football
- Evald Nielsen (en) (1879-1958), orfèvre danois
- Evald Okas (en) (1915-2011), peintre estonien
- Evald Rygh (en) (1842-1913), homme politique conservateur norvégien
- Evald Schorm (1931-1988), réalisateur et scénariste tchécoslovaque
- Evald Sikk (en) (1910-1945), lutteur olympique estonien
- Evald Seepere (en) (1911-1990), boxeur estonien
- Evald O. Solbakken (en) (1898-1967), homme politique travailliste norvégien
- Evald Tang Kristensen (1843-1929), folkloriste danois
- Evald Thomsen (en) (1913-1993), promoteur danois de musique traditionnelle
- Evald Tipner (1906-1947), joueur estonien de football et de hockey sur glace
- Ēvalds Valters (1894-1994), acteur letton